# Catastrophe de la mine Wankie
La catastrophe de la mine Wankie est survenue le 6 juin 1972 lorsqu'une série d'explosions souterraines se sont produites à la mine de charbon Wankie no 2 en Rhodésie (actuel Zimbabwe). Avec 427 morts, il reste à ce jour l'accident minier le plus meurtrier de l'histoire du pays.

## Catastrophe
La catastrophe a eu lieu à la mine de charbon Wankie No.2 à Wankie, (actuel Hwange) dans la province rhodésienne de Matabeleland septentrional, lorsque plusieurs explosions de gaz sont survenues dans la mine. On pensait initialement que 468 mineurs étaient piégés, mais le nombre a été réduit après que les propriétaires ont découvert qu'un certain nombre de personnes ne s'étaient pas présentées au travail.
Huit hommes ont été tirés vivants de la mine après les premières explosions. Deux nouvelles explosions le 7 juin ont déversé des nuages de gaz toxique dans les 4,8 kilomètres de tunnels, rendant impossible toute nouvelle tentative de sauvetage.
Le 9 juin, le directeur général de la mine Wankie, Gordon Livingstone-Blevins, a décidé de laisser les 424 corps sur place. Trois corps avaient été récupérés après les premières explosions. Un service commémoratif de masse a eu lieu le 11 juin dans un stade de football voisin, où une foule d'environ 5 000 personnes a rendu hommage. "Cela a assombri tout le pays", a déclaré le Premier ministre rhodésien Ian Smith pendant le service.
En réponse à la catastrophe, le président de la Rhodésie (en) Clifford Dupont a créé le Wankie Disaster Relief Fund.